# Miguel Ángel Vivas
Miguel Ángel Vivas (Sevilla, 22 de setembre de 1974) és un director de cinema i guionista espanyol.

## Biografia
Miguel Ángel va néixer a la ciutat de Sevilla el 22 de setembre de 1974. Després de diversos anys d'estudi, es va llicenciar en Ciències de la informació per la Universitat Europea de Madrid i va obtenir un diploma en Direcció cinematogràfica per l'Escola de Cinematografia i de l'Audiovisual de la Comunitat de Madrid (ECAM).
Va realitzar el seu primer llargmetratge titulat Reflejos, amb el qual va aconseguir guanyar el Premi Opera Prima de Atresmedia i Via Digital al millor guió de l'any. Després li han seguit curtmetratges com El hombre de saco el 2002 i I'll see you in my dreams el 2003, que van ser els perfectes precedents a Secuestrados en 2010, sent produït per la productora Vaca Films i va ser reconegut a nivell internacional amb premis com el de la millor pel·lícula al Festival de Cinema de Bogotà. Amb aquesta pel·lícula, també va ser reconegut com el millor director en el Festival de cinema fantàstic d’Austin, Texas (Fantastic Fest).
Va dirigir el curtmetratge The Room en 2011 i la Tvmovie Los tres cerditos, que va ser emesa el 2013, dins de la sèrie Cuéntame un cuento d’Antena 3. El 2015 va dirigir la pel·lícula Extinction, protagonitzada per Matthew Fox, Jeffrey Donovan, Quinn McColgan, Valeria Vereau i Clara Lago.
En 2018 dirigeix i escriu, al costat de Alberto Marini, el guió de Tu hijo interpretat per José Coronado, Pol Montañés, Ana Wagener, Sergio Castellanos, Sauce Ena i Ester Expósito.

## Filmografia
- Asedio (2023)[5]
- Desaparecidos (2020)
- Vivir sin permiso (2018)
- Tu hijo (2018)
- Apaches (2017)
- La casa de papel (2017)
- Mar de plástico (2016)
- Inside (2016)
- Extinction (2015)
- Cuéntame un cuento (2013)
- The Room (2011)
- Secuestrados (2010)
- I'll See You in My Dreams (2003)
- El hombre del saco (2002)
- Reflejos (2002)
- Tesoro (1999)